# La Freissinouse
La Freissinouse ist eine französische Gemeinde im Département Hautes-Alpes in der Region Provence-Alpes-Côte d’Azur. Sie gehört zum Arrondissement Gap und zum Kanton Tallard.

## Geografie
Die Gemeinde grenzt im Norden an La Roche-des-Arnauds, im Osten an Gap, im Süden an Pelleautier und im Westen an Manteyer. Das auf 969 m gelegene und im Bereich der Seealpen befindliche Dorf ist durch die Eisenbahnlinie Veynes – Briançon an das staatliche Eisenbahnnetz und durch die Départementsstraße D994 an das Fernstraßennetz angeschlossen. Im Süden, am See namens Lac de Pelleautier, befindet sich ein Campingplatz. An der nordöstlichen Gemeindegrenze verläuft das Flüsschen Rousine, das hier noch Torrent de la Selle genannt wird.

## Bevölkerungsentwicklung
| Jahr      | 1962 | 1968 | 1975 | 1982 | 1990 | 1999 | 2008 | 2012 |
| --------- | ---- | ---- | ---- | ---- | ---- | ---- | ---- | ---- |
| Einwohner | 230  | 228  | 224  | 334  | 365  | 456  | 499  | 648  |

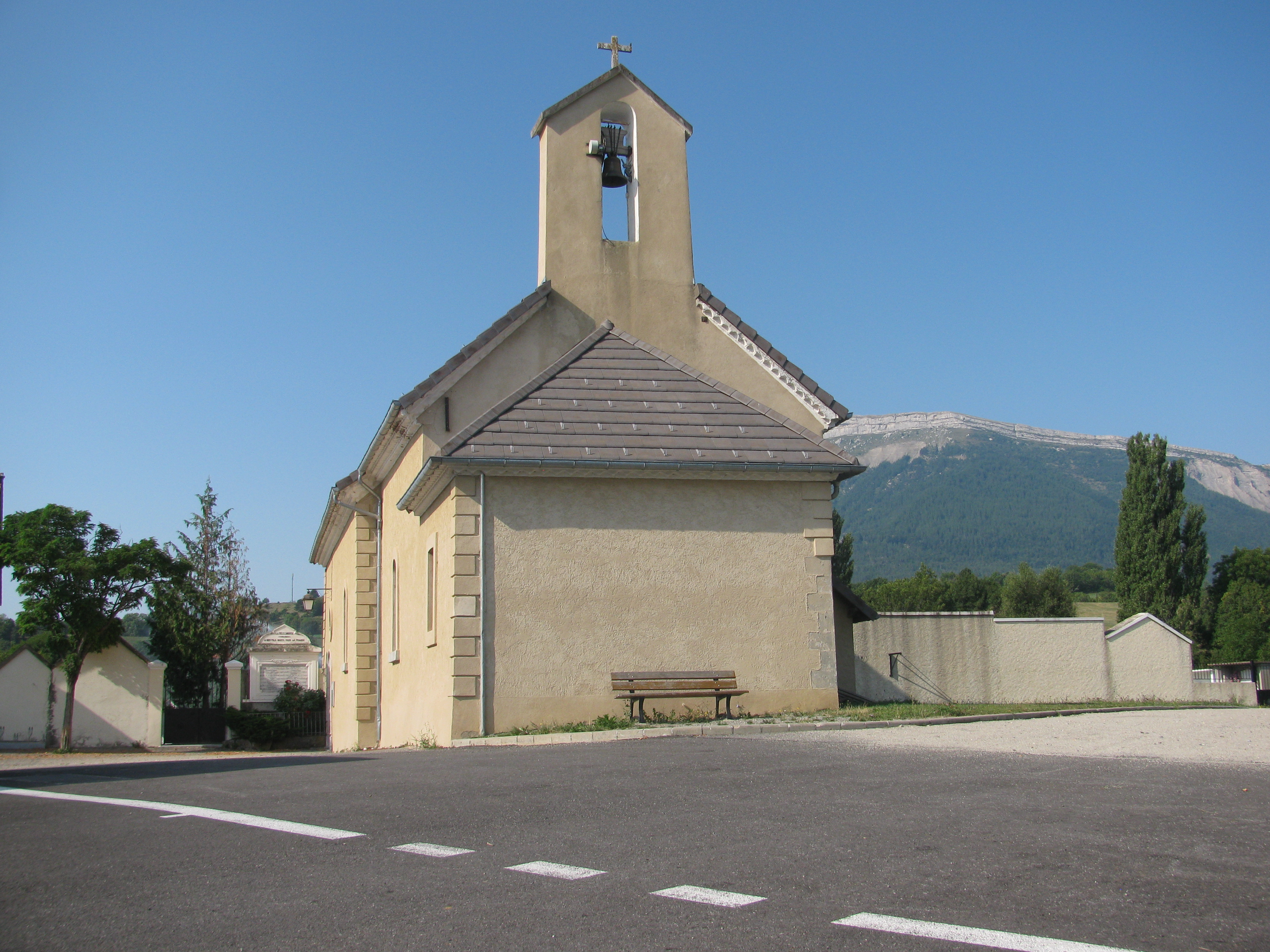
Kirche Saint-André
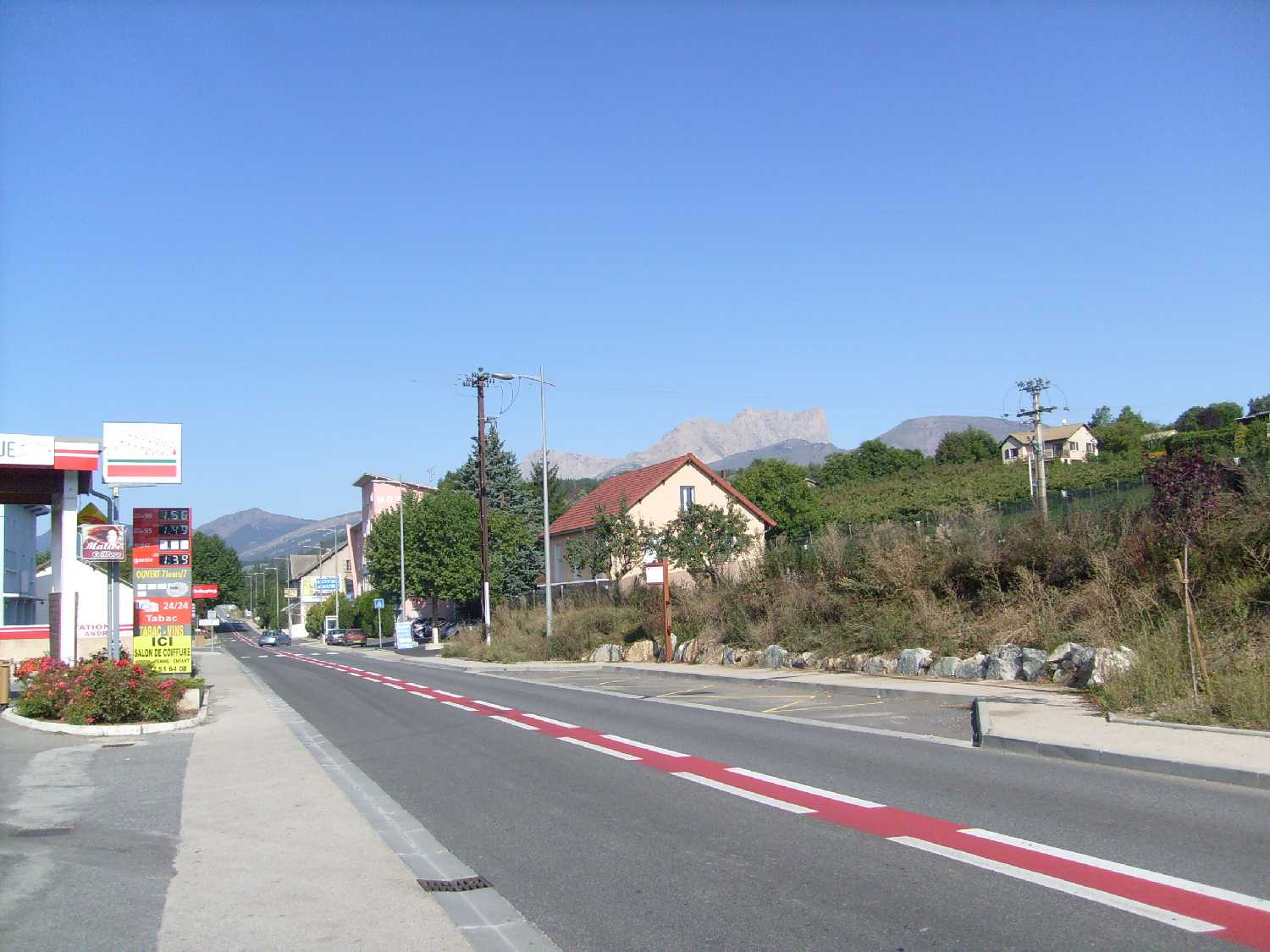
Hauptstraße